# Glaresis porrecta
Glaresis porrecta is een keversoort uit de familie Glaresidae. De wetenschappelijke naam van de soort is voor het eerst geldig gepubliceerd in 1932 door Semenov & Medvedev.